# بابتيسيا تينكتوريا

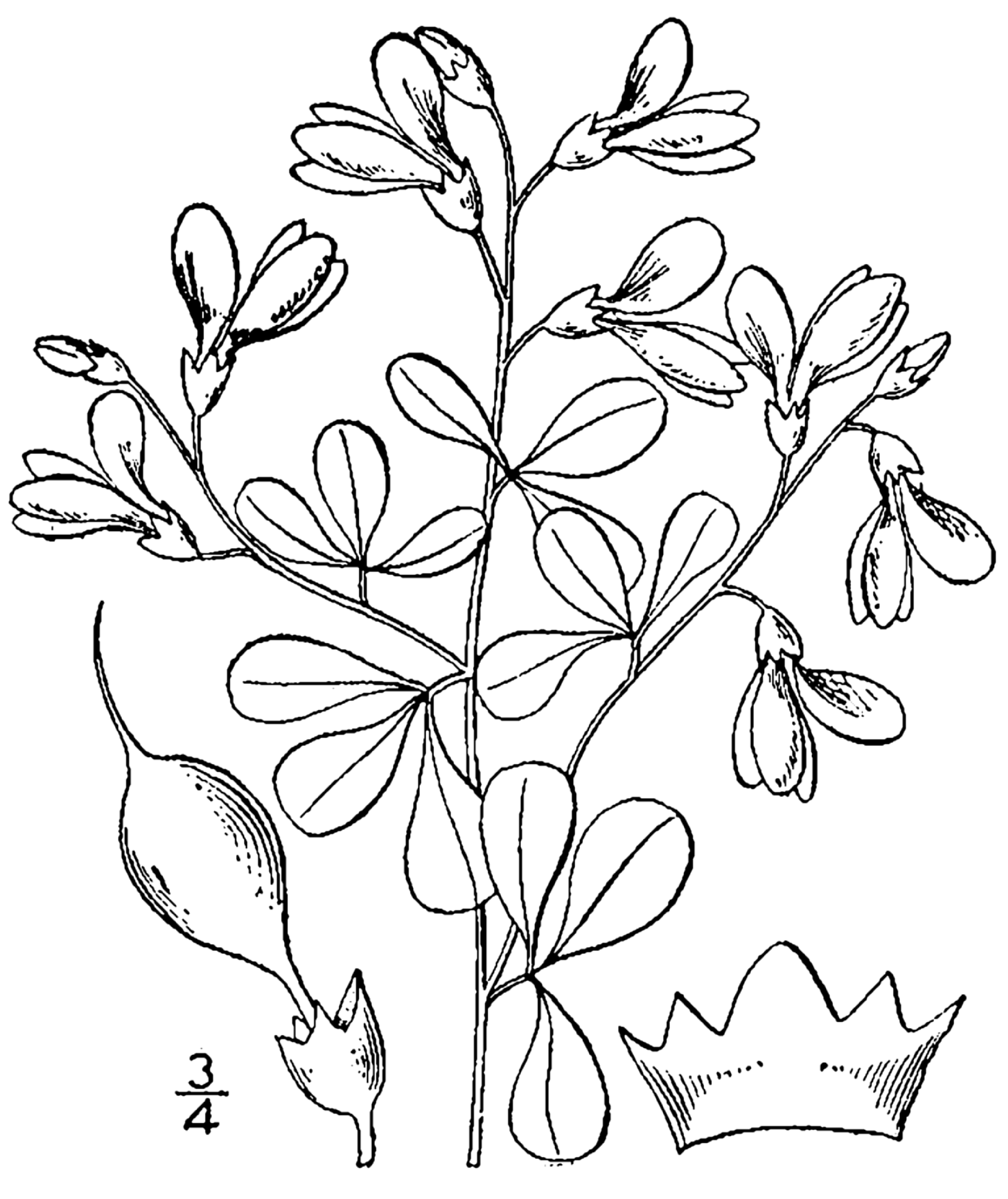
خط الرسم

بابتيسيا تينكتوريا (الأسماء الشائعة تشمل نيلي كاذب أصفر، نيلي بري، ونبات ذبابة الخيل) هو نبات عشبي معمر في عائلة فاباسي، هي موطنها الأصلي شرق أمريكا الشمالية.

## وصف
عثر على بابتيسيا تينكتوريا في جميع أنحاء شرق الولايات المتحدة، غرب مينيسوتا، وجنوبا إلى فلوريدا، نظرًا لأنه نادر الحدوث في بعض أجزاء مداها، فإنه محمي من قِبل بعض سلطات الدولة: في ولاية كنتاكي مهددة؛ في ولاية مين تعتبر مهددة بالانقراض، تفضل البيئات الجافة والمروج المفتوحة للغابات.
السيقان الكثيرة المتعدّدة في بابتيسيا تينكتوريا تصل إلى 2 إلى 3 أقدام، الأوراق خضراء فضية، ينقسم كل منها إلى ثلاث منشورات طولها حوالي بوصة واحدة، الزهور صفراء وتنمو في مسامير طولها 1 إلى 3 بوصات.
يتم تناول الأوراق من قبل بعض اليرقات حرشفية الأجنحة في مارثا فينيارد، هذا النوع من الأعشاب: ينمو في شكل كروي، وينطلق من الجذر في الخريف، ويتراجع.